# Scelio apo
Scelio apo är en stekelart som beskrevs av Mikhail Vasilievich Kozlov och Lê 1988. Scelio apo ingår i släktet Scelio och familjen Scelionidae. Inga underarter finns listade i Catalogue of Life.